# Virginia Slims of Oklahoma City 1972
Virginia Slims of Oklahoma City 1972 — жіночий тенісний турнір, що проходив на закритих кортах з килимовим покриттям Frederickson Field House Arena в Оклахома-Сіті (США). Належав до WT Pro Tour 1972. відбувсь удруге й востаннє і тривав з 16 до 19 лютого 1972 року. Третя сіяна Розмарі Казалс здобула титул в одиночному розряді й отримала за це 4 тис. доларів США.

## Фінальна частина

### Одиночний розряд
Розмарі Казалс —  Валері Зігенфусс 6–4, 6–1

### Парний розряд
Розмарі Казалс /  Біллі Джин Кінг —  Джуді Далтон /  Франсуаза Дюрр 6–7(4–5), 7–6(5–2), 6–2

## Розподіл призових грошей
| Дисципліна       | П      | F      | 3-тє   | 4-те   | ЧФ   | 1/8  |
| Одиночний розряд | $4,000 | $2,600 | $1,800 | $1,500 | $750 | $400 |